# Mennens

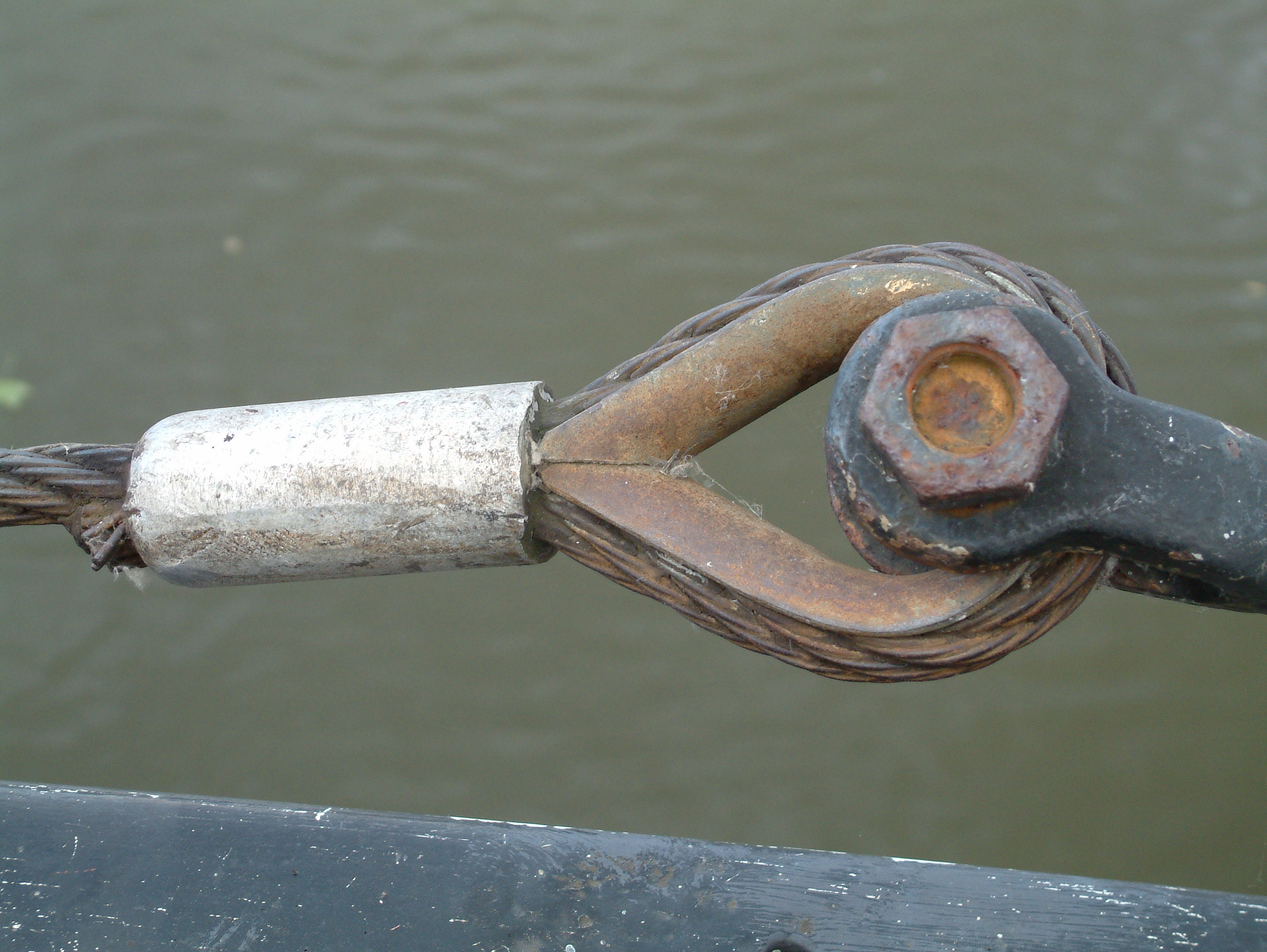
Eindverbinding met persklem en puntkous

Mennens is een Rotterdams bedrijf, dat specialist is op het gebied van staalkabel, hijs- en heftechniek en valbeveiliging. Sinds 2012 is het onderdeel van de Zweedse multinational Axel Johnson International.

## Geschiedenis
Mennens werd in 1888 opgericht door Herman Josef Mennens (Aken 5 maart 1855 - Zeist 8 mei 1926) en vestigde zich aan de Rotterdamse Leuvehaven. De focus lag op handel in diverse scheepsbenodigdheden voor vooral binnenschippers. De leveringen bestonden voornamelijk uit dek- en machinekamerbenodigdheden, tuigageonderdelen en tuigage. In 1892 richt hij ook een klein ijzerwarenzaakje op in het midden van de Van der Takstraat op het Noordereiland, vrijwel naast het hofje (met als buurman schoenenzaak ‘t Hoen), dat later tot een grote zaak zou uitgroeien. Zijn drie zonen zijn later alle directeur in de Van der Takstraat geweest. In 1898 komt aan de Leuvehaven Hendrik Adolf Schreuder te werken, die in 1911 directeur van Mennens wordt. In 1918 trekt Herman Josef Mennens zich terug en verhuist het bedrijf naar de Terwenakker. Na het bombardement van Rotterdam op 14 mei 1940 is het nagenoeg verwoest en zet men de zaken voort vanuit een woonhuis aan de Keileweg. In juli 1940 wordt weer vanuit de Terwenakker zaken gedaan. Er was ook een locatie aan de Boompjeskade onder de oprit naar de Willemsbrug. In 1949 gaat het naar de Wijnhaven en in 1973 naar de Komiezenlaan in Schiedam. Het bedrijf is rond 2014 verhuisd naar Vlaardingen en heeft daarnaast nog 5 vestigingen in Nederland en België.

## Activiteiten
- Het aanbrengen van eindverbindingen aan staalkabels
- Het assembleren van ketting en kettingwerk
- Het inspecteren en keuren van alle hijs- en hefmiddelen en andere arbeidsmiddelen.
- Het onderhouden of repareren van hijsgereedschappen, hoogwaardig ketting en kettingwerk
- Het beproeven van alle hijs- en hefmiddelen
- Het up to date houden van complete certificaat bestanden
- Het verzorgen van trainingen en diverse cursussen m.b.t. het werken op hoogte, veilig hijsen en valbeveiliging
- NEN3140 inspectie
- Inspectie van klimmateriaal en valbeveiligingsproducten